# Olivier Ker Ourio
Olivier Ker Ourio, ou Olivier K/Ourio (voir la prononciation du Ꝃ), est un musicien de jazz, compositeur et harmoniciste français né à Paris le 13 février 1964 et originaire de l'île de La Réunion.

## Biographie
Olivier Ker Ourio joue ou enregistre avec Bruce Arnold, Danyèl Waro, André Ceccarelli, Aldo Romano, Emmanuel Bex, Franck Amsallem et David Kikoski.
Il participe en 2006 au World Music Festival d'Oron-le-Châtel dans le canton de Vaud en Suisse romande.

## Discographie
- Central Park Nord, Pee Wee, 1998
- Oté l'ancêtre !, Pee Wee, 1999
- A Ride With The Wind, Naïve Records, 2001
- Sominnkér, avec Danyèl Waro, Cobalt, 2003
- Siroko, E-Motive, 2005
- Oversea, Dreyfus Jazz, 2007
- Magic Tree, Plus Loin Music, 2010
- Jazz For You - 2 Times 5[4] avec le quintette de René Courdacher, Sysmo Records[5], 2010
- Perfect Match, avec Emmanuel Bex, Matthieu Chazarenc, Nicolas Moucazambo, Bonzai Records, 2014